# Lepthyphantes thienemanni
Lepthyphantes thienemanni är en spindelart som beskrevs av Schenkel 1925. Lepthyphantes thienemanni ingår i släktet Lepthyphantes och familjen täckvävarspindlar.
Artens utbredningsområde är Tyskland. Inga underarter finns listade i Catalogue of Life.